# Johan Van Brusselen
Johan Van Brusselen (Antwerpen, 2 januari 1957) is een voormalig Belgisch politicus voor  Vlaams Blok / Vlaams Belang.

## Levensloop
Hij werkte bij verschillende firma's verbonden aan de haven van Antwerpen.
Van bij de oprichting in 1979 was Van Brusselen aangesloten bij het Vlaams Blok, sinds 2004 Vlaams Belang. Voor deze partij werd hij in 1988 verkozen tot gemeenteraadslid van de stad  Antwerpen, wat hij bleef tot in 2012. Vanaf 1992 was hij tevens verantwoordelijke voor het provinciaal secretariaat van het Vlaams Blok in Antwerpen. Ook was hij parlementair medewerker voor de partij in het Vlaams Parlement.
Van januari tot juni 2004 was hij voor de kieskring Antwerpen lid van het Vlaams Parlement als opvolger van Miel Verrijken, die ontslag had genomen. Hij zetelde in de commissie Openbare Werken, Mobiliteit en Energie.
Gerelateerde onderwerpen: Partijprogramma · 70-puntenplan · Cordon sanitaire · Racismeklacht